# Generali Open 2017
Il Generali Open 2017 è stato un torneo di tennis maschile giocato sulla terra rossa. È stata la 72ª edizione dell'evento, appartenente alle ATP Tour 250 nell'ambito dell'ATP World Tour 2017. Si è giocato al Tennis Stadium Kitzbühel di Kitzbühel, in Austria, dal 31 luglio al 6 agosto 2017.

## Partecipanti

### Teste di serie
| Giocatore   | Nazione            | Ranking* | Testa di serie |
| ----------- | ------------------ | -------- | -------------- |
| Uruguay     | Pablo Cuevas       | 26       | 1              |
| Italia      | Fabio Fognini      | 31       | 2              |
| Italia      | Paolo Lorenzi      | 36       | 3              |
| Francia     | Gilles Simon       | 39       | 4              |
| Paesi Bassi | Robin Haase        | 50       | 5              |
| Germania    | Jan-Lennard Struff | 54       | 6              |
| Rep. Ceca   | Jiří Veselý        | 55       | 7              |
| Argentina   | Horacio Zeballos   | 57       | 8              |

* Ranking al 24 luglio 2017.

### Altri partecipanti
I seguenti giocatori hanno ricevuto una wild card per il tabellone principale:
- Tommy Haas
- Gerald Melzer
- Sebastian Ofner

Il seguente giocatore è entrato in tabellone come special exempt:
- Yannick Hanfmann

I seguenti giocatori sono passati dalle qualificazioni:

- Facundo Bagnis
- Santiago Giraldo
- Maximilian Marterer
- Miljan Zekić

Il seguente giocatore è entrato in tabellone come lucky loser:
- Thiago Monteiro

## Campioni

### Singolare
Philipp Kohlschreiber ha sconfitto in finale  João Sousa con il punteggio di 6-3, 6-4.
- È l'ottavo titolo in carriera per Kohlschreiber, il secondo a Kitzbühel e il primo della stagione.

### Doppio
Pablo Cuevas /  Guillermo Durán hanno sconfitto in finale  Hans Podlipnik-Castillo /  Andrėj Vasileŭski con il punteggio di 6-4, 4-6, [12-10].